# 모담초등학교
모담초등학교는 경기도 김포시에 있는 공립 초등학교이다.

## 학교 연혁
- 2025년 3월 1일 : 개교

## 같이 보기
- 모담중학교